# Яичные породы кур

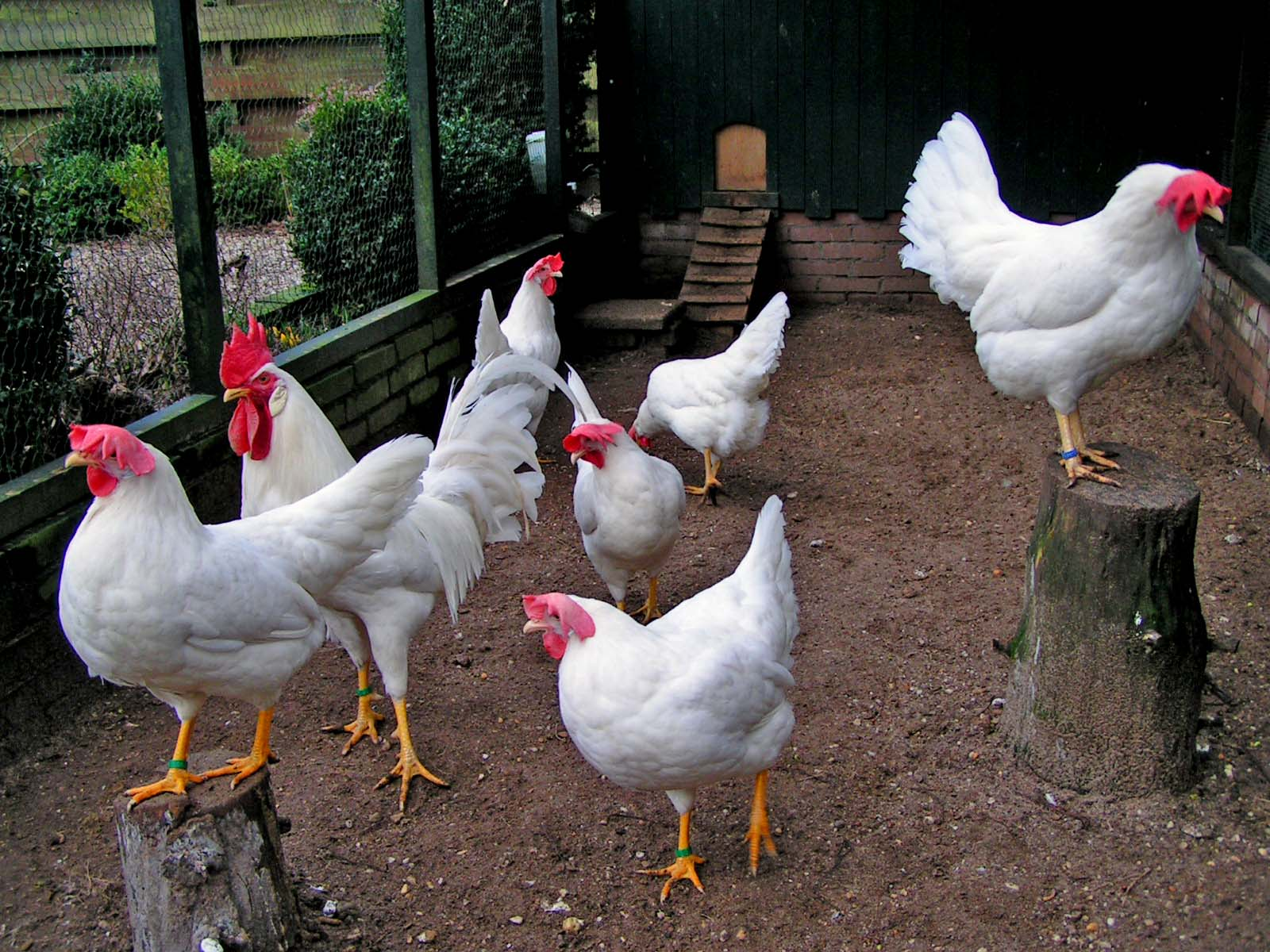
Белый леггорн — рекордсмен по яйценоскости среди яичных пород

Яичные породы кур (также яйценоские породы) — совокупность пород кур, выведенных человеком для большего получения яиц (яйценоскость) в пищу. 
Яичные породы обладают высокой яйценоскостью, но часто низкими вкусовыми качествами мяса, а также низкой массой тела.

## Происхождение
По имеющимся данным, некоторые породы домашних птиц были известны еще за 3000 лет до Рождества Христова, и своим происхождением большинство из них обязано Восточной культуре: Индии, Китаю и Японии.
Некоторые из яичных пород возникли очень давно и имеют «народное» происхождение, как, например, файюми в Древнем Египте, леггорн в Италии и ушанка в России. 
В XIX веке автохтонные породы яичного направления подверглись длительной промышленной селекции, включавшей в себя:
- скрещивание,
- целенаправленный племенной отбор,
- увеличение поголовья,
- совершенствование породы соответственно установленным критериям,
- закрепление качеств,
- выделение специализированных популяций.

Ныне известны и распространены следующие яичные породы:
- леггорн,
- русская белая,
- украинская ушанка,
- прикарпатская зеленоножка,
- гамбургская,
- орловская и др.

## Общая характеристика
Все породы кур яичного типа продуктивности имеют ряд сходных черт. В первую очередь их отличает ранее наступление половой зрелости. Свои первые яйца куры яичных направлений начинают нести в 4—5-месячном возрасте. Их также отличает небольшая масса тела по сравнению с курами мясных направлений: взрослые яичные куры весят 1,5—2,2 кг; вес петухов редко превышает 3,0 кг. Они имеют аккуратное, плотно прилегающее, хорошо развитое оперение, лёгкий костяк. Крылья большие, хорошо развитые. Хвост также хорошо развит, часто удлинён. Яичные куры очень активны и подвижны, из-за небольших размеров тела и быстрого метаболизма, необходимого для сноски яиц каждые 25 часов, они всегда должны находятся в постоянном поисках хорошо минерализированного корма. Куры имеют хороший аппетит, но нуждаются в повышенном содержании кальция для выработки яичной скорлупы.
При разведении яичных пород мясные качества птицы обычно игнорируют, так как в курах генетически заложена обратная зависимость между массой тела и высокой яйценоскостью. Главный упор в селекции яичных делают на производство яиц, а также обращают внимание на количественные и качественные показатели самих яиц.
Несушки яичных направлений в ходе многолетней, а часто и тысячелетней селекции практически полностью утратили инстинкт насиживания, хотя у некоторых автохтонных пород (например, файюми, бентамка) он имеется, но проявляется гораздо позднее (на второй—третий год содержания).

## Яйценоскость

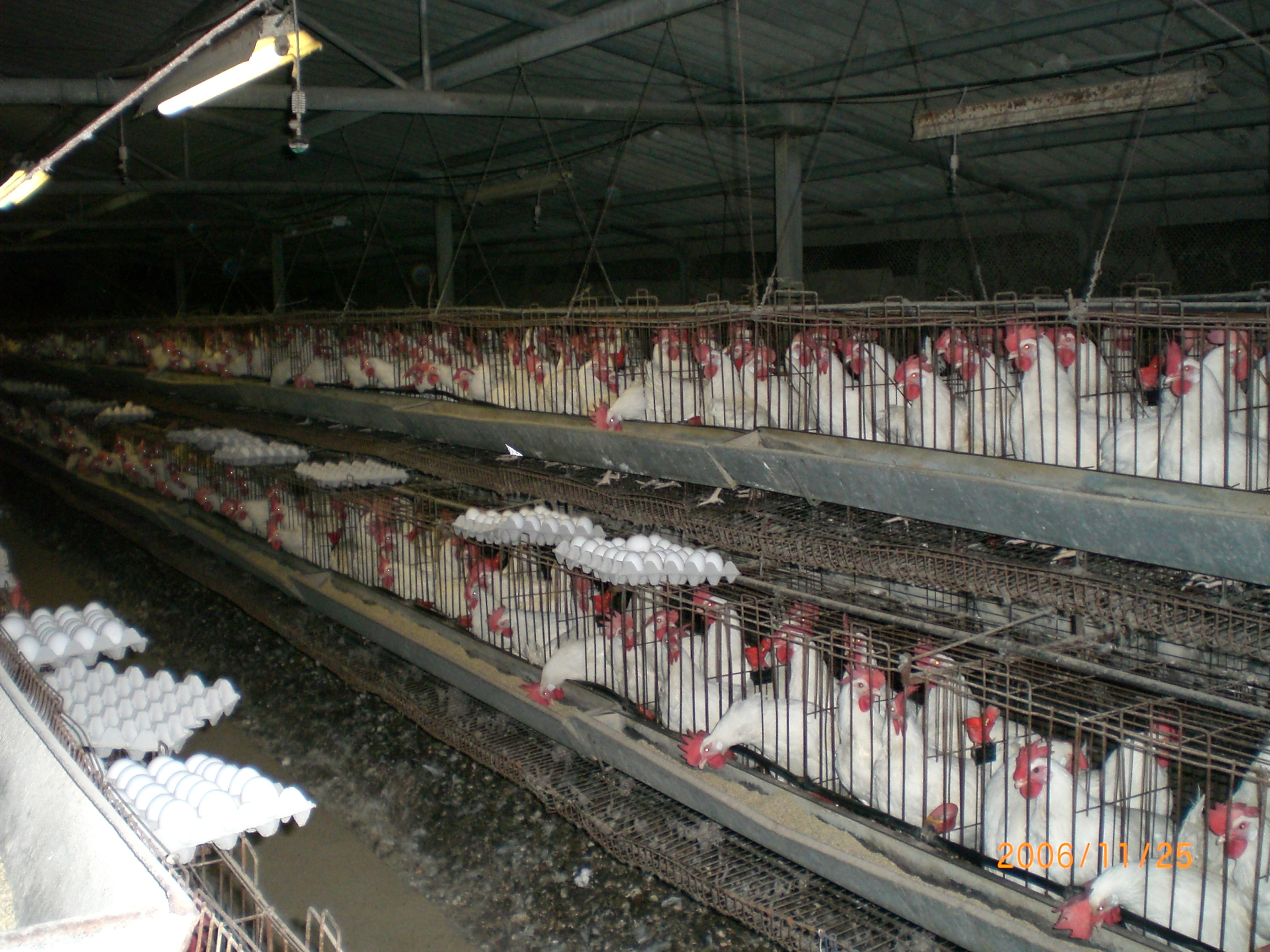
Промышленное содержание яичных кур с использованием клеточных батарей

Куры современных «народных» яичных пород в первый год жизни сносят не менее 160 яиц в год, а промышленных пород, линий и кроссов — не менее 200 яиц в год. При этом в 1920-е годы, до начала крупномасшатбной селекции, домашние куры откладывали в среднем 100 яиц в год. Важным условием сохранения высокой яйценоскости является поддержания светового дня в пределах не менее 14 часов в день путём использования искусственного освещения. В этом случае куры несутся каждый день, за исключением периодов линьки.
Яйца яичных кур имеют важное пищевое значение в жизни человека. В них содержатся: вода 73,6 %, сухие вещества — 26,4 %, в том числе: протеины 12,8; жиры 11,8; углеводы 1 %. Энергетическая питательность 100 г яичной массы составляет в среднем 680,4 кДж (162 ккал). Яйценоские куры, как и куры вообще, максимальное количество яиц дают в первый год жизни — до 220—250 штук, а некоторые межпородные гибридные несушки дают до 300 яиц в год.
Рекордсменом по этому показателю в 1979 году стала несушка породы леггорн, отложившая 371 яйцо за год. На второй год использования яйценоскость кур сижается примерно на 15 %, в последующие годы на 15—20 % ежегодно, хотя средняя масса яйца при этом возрастает, равно как и его размеры. После третьего года жизнии у яичных кур часто развивается рак яичников, поэтому на птицефабриках кур яичных пород долго не держат. Поголовье яичных кур обновляется каждую осень, когда производится селекционная выбраковка птицы. На следующий год оставляют только летний молодняк и хороших несушек первого года. Плохие несушки, а также птицы с явными физическими недостатками отправляются на убой. Плохую несушку от хорошей можно отличить по целому ряду физиологических признаков.

## Генетика
Для изучения генетических особенностей яичных пород кур используют различные маркеры, включая полиморфные локусы яичных белков и ДНК-маркеры, такие как микросателлиты и SNPs. Исследуют также гены, известные из классической генетики, как, например, сцепленный с полом локус оперяемости K, который обусловливает половые различия по скорости роста зачатков маховых перьев у суточных цыплят, что применяется при федерсексинге (feather sexing), варианте аутосексинга.